# Schwarzer See (Naturschutzgebiet)
Das Naturschutzgebiet Schwarzer See liegt im Landkreis Oberhavel in Brandenburg.
Das Naturschutzgebiet, das den größten Teil des Schwarzen Sees umschließt, erstreckt sich südwestlich von Dahmshöhe, einem Wohnplatz im Ortsteil Altthymen der Stadt Fürstenberg/Havel, entlang der am westlichen Rand des Gebietes verlaufenden Landesgrenze zu Mecklenburg-Vorpommern. Östlich des Gebietes verläuft die B 96 und erstreckt sich das 810 ha große Naturschutzgebiet Thymen mit dem 111 ha großen Thymensee.

## Bedeutung
Das 57,73 ha große Gebiet mit der Kennung 1618 wurde mit Verordnung vom 14. Juli 2006 unter Naturschutz gestellt.